# الجيش البيزنطي
الجيش البيزنطي يمثل القوات النظامية للإمبراطورية البيزنطية, وهو سليل التقاليد العسكرية التي كانت متبعة في الإمبراطورية الرومانية والجيوش الإغريقية الهلينستية.
وقد حافظ الجيش علي درجة عالية من الانضباط، والكفاءة التكتيكية وحسن التخطيط.

## التاريخ
تعد الإمبراطورية البيزنطية امتداد طبيعيا للإمبراطورية الرومانية، كذلك هو الحال بالنسبة للجيش البيزنطي الذي يعد الابن الشرعي للجيش الروماني المتأخر، وقد استمر الجيش البيزنطي في شكله القديم حتي القرن السابع الميلادي على الأقل. وكانت اللاتينية هي اللغة الرسمية في الجيش لقرون عدة حتي حلت مكانها اللغة اليونانية، ومع ذلك فقد ظلت العديد من المصطلحات الرومانية العسكرية قيد الاستخدام طول تاريخ الإمراطورية.
في فترة ما بعد الفتوحات الإسلامية,والتي شهدت خسارة بيزنطة لمصر والشام وشمال أفريقيا، تم سحب البقية الباقية من جيوش الولايات، ووضعها في الأناضول للدفاع عنها ضد المسلمين وكان ذلك بدء بتنفيذ نظام الثيمات. وعلى الرغم من الكوارث الجسام التي تعرضت لها الإمبراطورية البيزنطية وتكالب الأعداء عليها في كثيرا من الأحيان، فإن الشكل التنظيمي الداخلي للجيش ظل كما هو تقريبا، ويكاد يكون هناك استمرارية في التقاليد العسكرية المتبعة منذ القرن السادس حتي القرن الحادي عشر للميلاد.
وقد أدت الغزوات السلجوقية المتلاحقة للأناضول، بالإضافة إلي غزوات النورمان لجنوب إيطاليا إلي إضعاف الدولة البيزنطية سياسيا وعسكريا، الأمر الذي دفعها للأعتماد بشكل كبير علي المرتزقة الأجانب.

## جيش جستنيان وخلفاءه

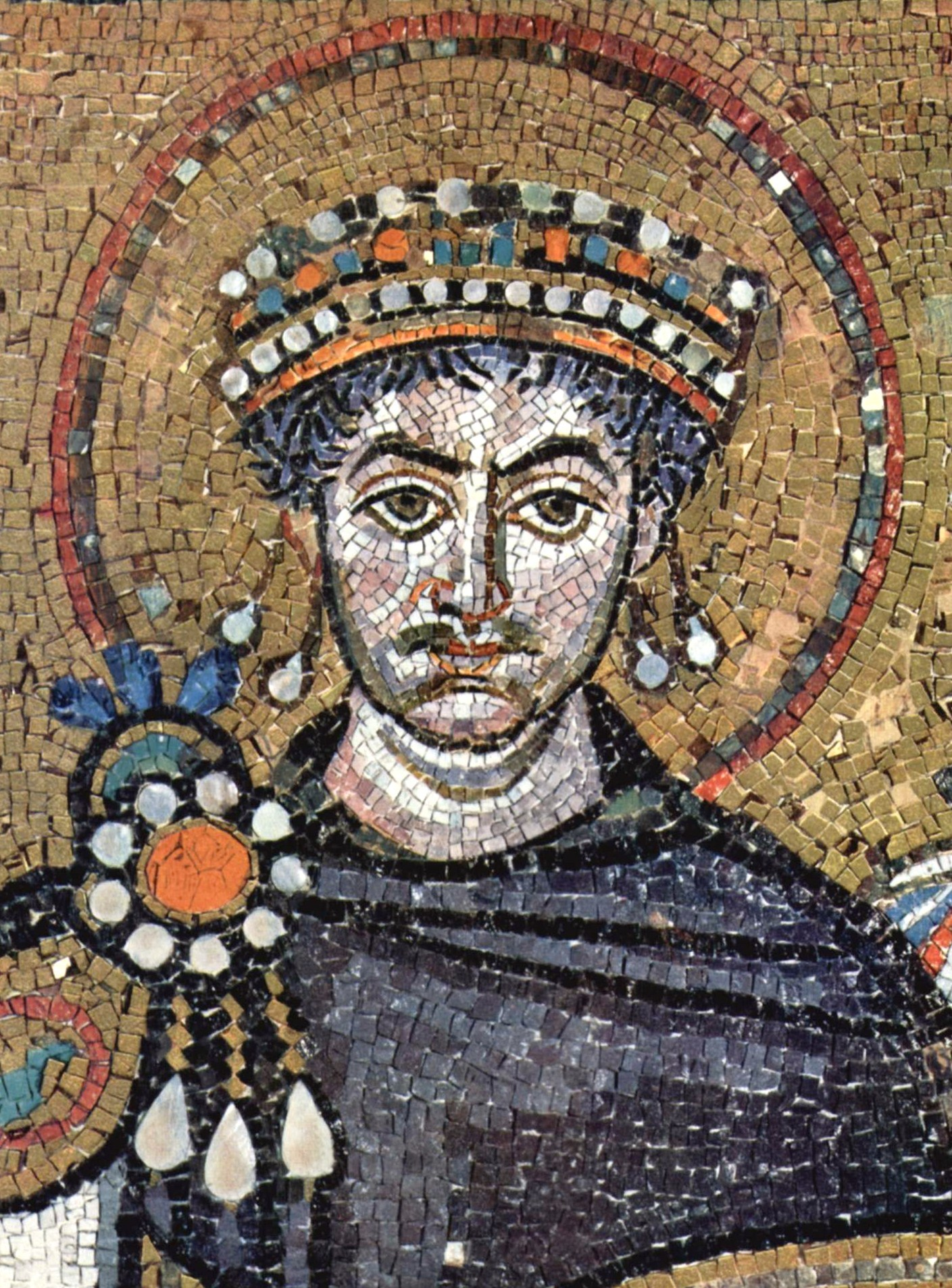
الإمبراطور جستنيان أعظم الآباطرة البيزنطيين علي الأطلاق, من كنيسة سان فيتالي برافينا

يعتبر جيش الإمبراطور جستنيان هو ثمرة الإصلاحات التي حدثت في القرن الخامس، لمواجهة الأخطار المتزايدة التي تحدق بالإمبراطورية، والتي كان أخطرها هو الإمبراطورية الساسانية الفارسية.
ونتيجة لهذه الإصلاحات فقد تم حل الفيالق الرومانية القديمة. وحل محلها كتائب صغيرة من المشاة, أو أفواج من الفرسان تسمي التاجما أو نوميروس.
وتتكون التاجما من 300-400 رجل يقودها قائد يحمل الرتبة تريبيون Tribune. وتشكل وحدتين أو أكثر من التاجما لواء.
وكان هناك ست تقسيمات لقوات الجيش:
1- قوات الحرس الإمبراطوري إكسبيتورز ومقرها القسطنطينية.
2- الجيوش الرومانية الميدانية القديمة والتي تعرف باسم الكوميتاتنسيس "Comitatenses". وكان يطلق عليها في عصر جستنيان اسم stratiotai, وهم الجنود النظاميين في الدولة الرومانية، وكان يتم تجنيد الستراتوتاي من رعايا الإمبارطورية الذين يسكنون الأراضي الجبلية كما هو الحال في إقليم تراقيا، إيليريا, إيسوريا (مرعش).
3- 'القوات الحدودية' ليمتنيي(limitanei): وهي أقل عناصر الجيوش الرومانية تأثرا بالتغييرات والإصلاحات، فلم يطرأ عليها تغييرا يذكر، واستمرت تمارس دورها الهام في حراسة الحدود.
4- الفوديرتي foederati : ويطلق عليها أيضا اسم القوات الصديقة، وهم عنصر جديد نسبيا في الجيش، وكان يتم تجنيدهم منذ القرن الخامس فصاعدا من المتطوعين الجرمان البرابرة، وكانوا يقاتلوا في تشكيلات من الخيالة يقودهم ضابط روماني.
5- الحلفاء: وهم قبائل الهون والقوط، وغيرهم من البرابرة الذين تعهدوا –وفقات لاتفاقيات مسبقة- بتزويد الإمبراطورية بوحدات عسكرية يقودها قائد منهما في مقابل منح الدولة لهم بعض الأراضي أو مبالغ مالية.
6- البوسيليرياي bucellarii : هي قوات خاصة تخدم تحت امرة القادة من رتبة بريتوريان بيرفيكتوس فأقل وتخدم أيضا الأغنياء والميسورين إذا فهي قوات لا تتبع الدولة مباشرة. وكانت قوات البوسيليرياي تشكل نسبة كبيرة من قوات الخيالة، أما عن عددها فيتوقف ذلك علي ثروة الشخص التي تخدم تحت قيادته، ويعطي قادتهم لقب "" دوريفوروي"" أو حملة الرماح. وكان هؤلاء القادة المعروفين باسم الدوريفوراي يحلفون يمين الولاء لزعيمهم الأعلي –الذي يدفع لهم- وللإمبراطور. ومن أشهر أمثلة القادة الدوريفوريين القائد البيزنطي الأشهر بليزاريوس الذي كان دوريفوروي في حاشية جستنيان قبل أن يصبح إمبراطورا.
وكانت قوات البوسيليرياي في أغلبها من الخيالة وكان أغلبهم ينتمي لقبائل الهون والقوط وسكان المناطق الجبلية في تراقيا وآسيا الصغري.
بلغ عدد جيوش الدولة البيزنطية في عهد جستنيان قرابة ال500,000 مقاتل، وكان عدد الجيوش الميدانية ما بين 50,000- 100,000 مقاتل. وكان أغلبها من الجيوش الميدانية المعروفة باسم الكوميتاتنسيس والقوات الصديقة، وكان يتم دعمها بقوات البوسيليرياي وقوات الحلفاء التي كان أغلبها من البرابرة. وتعد حملة بليزاريوس سنة 533 م لإستعادة قرطاج مثال واضحا علي هذا التشكيل.
فقد تكون جيش بليزايوس من 50,000 من جند الدولة النظاميين (الكوميتاتنسيس) والقوات الصديقة (مشاة), بالإضافة إلي 15000 من الخيالة، وكان هناك 10000 فارس من حملة السهام (6000 فارس من الهون) و(4000 فارس من قبائل الهيرول). وقد شارك في الحملة أيضا قوات من حاشية بليزاريوس أو حرسه الخاص المعروفة باسم البوسيليرياي وقد بلغ عددها ما بين 20,00 -35,000 مقاتل أغلبهم من الخيالة.
وقد أنطلقت تلك الحملة من خليج البوسفور إلي شمال أفريقيا علي متن 1000 سفينة حاملة للجند تحرسها 250 سفينة حربية.
وقد أضطر البيزنطيون لتغيير خططهم العسكرية ومعداتهم الحربية للتعامل مع الخطر الفارسي المتنامي، فقد أقتبس الرومان من الفرس العديد من أنواع الدروع، وقمصان زرد, وأخذوا عنهم نظام الفارس المدرع بالكامل من عينية إلي قدميه والذي يقاتل بالحربة والقوس وقد عرف في الجيش البيزنطي باسم الكاتافركتاي.
وكان يشارك في القتال أعدادا كبيرة من المشاة الخفاف مزودين بالأقواس، وكانت مهمتهم دعم قوات المشاة الثقيلة المعروفة باسم ""سكوتاري"". وكانوا يرتدون معاطف من زرد, ويحملون الرماح، الفؤوس والخناجر.وكانوا يشكلون المركز (الوسط) في خطوط الرومان الحربية.
بينما يشارك المشاة حملة الحراب في المواقع الحربية التي تكون مناطق المرتفعات والجبال ساحتها.
ومن أشهر الأحداث الحربية الكبري التي وقعت في عصر جستنيان, معركة دارا سنة 530 م، حيث تمكن جيش بيليساريوس المكون من 50,000 مقاتل من هزيمة جيش الإمبراطور الساساني المؤلف من 100,000 مقاتل. بالإضافة إلي استعادته لقرطاج كما ذكر من قبل، فقد تمكن بيليساريوس من استعادة صقلية, نابولي, روما وبقية إيطاليا من القوط الشرقيين في حربا استمرت من 536- 540 م.
ومن القادة البارزين الآخرين الذين كان لهم دور في الحروب الرومانية- القوطية، القائد الشهير نارسيس الذي هزم القوط الشرقيين في معركة باستا جالورام علي الساحل الشرقي لإيطاليا سنة 552 م.

## جيوش الدولة البيزنطية في الفترة ما بين القرنين السابع- الحادي عشر للميلاد

### الثيماتا
الثيماتا وهي مجموعة من التقسيمات الإدارية في الإمبراطورية البيزنطية، وطبقا لهذه التقسيمات الجديدة فإن القائد العسكري يمارس صلاحياته المدنية والعسكرية في نفس الوقت دون فصل كما كان في السابق.
في البداية كان هناك 5 ثيماتا كلها تقع في آسيا الصغرى، وترجع نشأتها إلي الجيوش الميدانية. وهي:
- ثيمة أرمينيا: ورد ذكرها لأول مرة سنة 667 م، وقد ورثت هذه الثيمة جيوش الدولة في أرمينيا، واحتلت المناطق القديمة في بونطس، أرمينيا الصغري، شمال كبادوكيا وكان عاصمتها أماسيا.
- ثيمة الأناضول: ورد ذكرها أول مرة سنة 669 م، وقد ورثت جيوش الدولة في الشرق، وقد غطت منطقة وسط آسيا الصغري، وكانت عاصمتها عمورية.
- ثيمة أوبسيكيو: ورد ذكرها أول مرة سنة 680 م، غطت منطقة شمال غرب آسيا الصغري وأجزاء من غلاطية, وكان مركزها نيقية. ويحمل قائدها لقب قومس (كونت).
- ثيمة تراقيا: ذكرت لأول مرة سنة 680، وقد ورثت جيوش الدولة في تراقيا, وقد غطت الساحل الغربي الأوسط لآسيا الصغري (آيونيا, ليديا, كاريا), وكانت عاصمتها أفسس.
- ثيمة كارابيسياني: ورد ذكرها أول مرة سنة 680 م، وقد ورثت جيوش الدولة في إقليم إليريا. وغطت الساحل الجنوي لآسيا الصغري وجزر بحر إيجة, وكانت عاصمتها أطاليا (أنطاليا حاليا). ويحمل قائدها اللقب درانجاريوس.

وفي داخل كل ثيمة من الثيمات السابقة، كان يتم منح الرجال الاكفاء الأراضي لينفقوا منها علي عائلاتهم ولكي يزودوا أنفسهم بالعتاد اللازم.

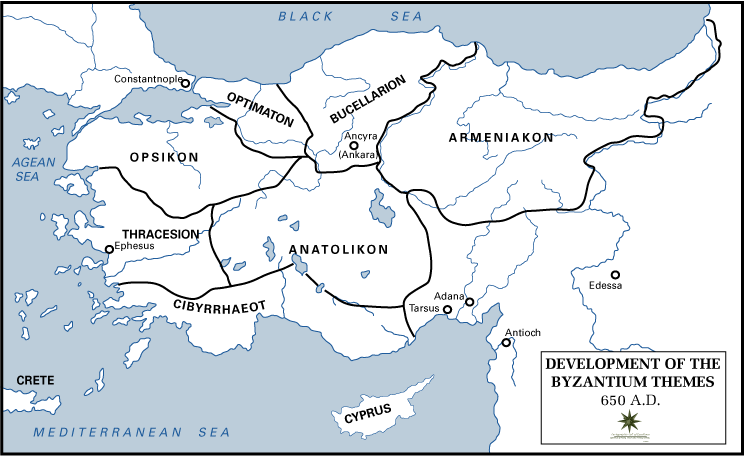
رسم توضيحي لتقسيم الثيماتا البيزنطية حوالي سنة 650 م

وقد سببت الثيمات المشاكل والاضطرابات الداخلية داخل الإمبراطورية، فقد كان لاتساع مساحة كل ثيمة عاملا مهما في إذكاء روح التمرد والعصيان ضد الحكومة المركزية بالقسطنطينية. لذلك قام بعض الآباطرة من أمثال ليو الثاني الأيسوري، ثيوفيلوس وليو الرابع الحكيم بتقسيم كل ثيمة إلي مناطق أصغر، وقاموا بتحجيم نفوذ قادة الثيمات علي الجيش وذلك بتعيين أكثر من قائد لجيوش الثيمة الواحدة. كما عمد الآباطرة من أفراد الأسرة المقدونية إلي خلق ثيمات جديدة في الأراضي التي أفتتحوها. وقد بلغ عدد الثيماتا في عهد الإمبراطور قسطنطين السابع 28 ثيماتا.
وفي بداية حكم الإمبراطور قسطنطين السابع استولي المسلمون علي جزيرة صقلية وأسسوا بها أمارة صقلية الإسلامية سنة 905. كما حكمت الإمبراطورية قبرص بالشراكة مع الدولة العباسية.

### التاجماتا الإمبراطورية
التاجماتا Tagmata وتعني الكتائب) وهي الجيوش النظامية المحترفة للإمبراطورية البيزنطية، وقد شكلها الإمبراطور قسطنطين الخامس بعد قضاءه علي التمرد الكبير الذي إندلع في ثيمة أوبيسكيو والذي استمر من سنة 741-743 م.
أراد الإمبراطور قسطنطين أن يحمي عرشه من تمردات الثيماتا المتكررة، فقام بإعادة تشكيل وحدات الحرس الإمبراطوري القديمة بالقسطنطينية إلي ألوية جديدة من التاجماتا. وكان يهدف من وراء ذلك إلي خلق قوات جديدة محترفة وتدين له بالولاء التام. 
وكان مركزها القسطنطينية، إلا أنه في أزمنة لاحقة كان يتم إرسالها إلي أقاليم الدولة الأخرى.
وكانت وحدات التاجماتا المقاتلة تتكون من الفرسان المدرعين (الثقال), وكانوا يشكلون القوة الضاربة في الجيش الإمبراطوري، وفي الحملات العسكرية الكبري كانت قوات الثيمات تنضم إلي قوات التاجماتا فيزداد عدد الجيش.
وكان هناك 4 أنواع رئيسية من التاجماتا:
- السكولاي Scholai: وهي أقدم الوحدات، والسكولاي هو خليفة الحرس الإمبراطوري الذي انشأه قسطنطين العظيم.
- أكسكاباتوي Exkoubitores : وتعرف باسم الحرس انشأها ليو الأول.
- أريثموس Arithmos : كان يتم ترقية هؤلاء الجنود من بين قوات الثيماتا من قبل الإمبراطورة إيريني سنة 780 للميلاد

وكانت مهمة تلك الكتيبة هي تأدية مهمات خاصى أثناء الحملات العسكرية، بما في ذلك حراسة المخيم الإمبراطوري، وحراسة أسري الحرب.
- هيكاناتوي Hikanatoi : وتعني حرفيا القادرين، انشأهت الإمبراطور نقفور الأول سنة 810 م.

وكان هناك أيضا قوات مساعدة في التاجماتا، مثل الناوميروي Noumeroi ,وهي وحدات حاميات القسطنطينية، وكانت تحمي أسوار القسطنطينية. بالإضافة إلي قوات الأوبتيماتوي، وهي قوات دعم مسؤؤلة عن البغال وتأمين طريق قطار المؤن.
وكان هناك أيضا قوة تعرف باسم الرفاق، وضمت مختلف أنواع المرتزقة في خدمة الإمبراطورية، وقد قسمت تلك القوة إلي أجزاء أكبر، وسط, أصغر، ويلطق علي قائدها هاترياريس.

## الجيش البيزنطي في عهد آل كومينوس

### التأسيس والنجاح

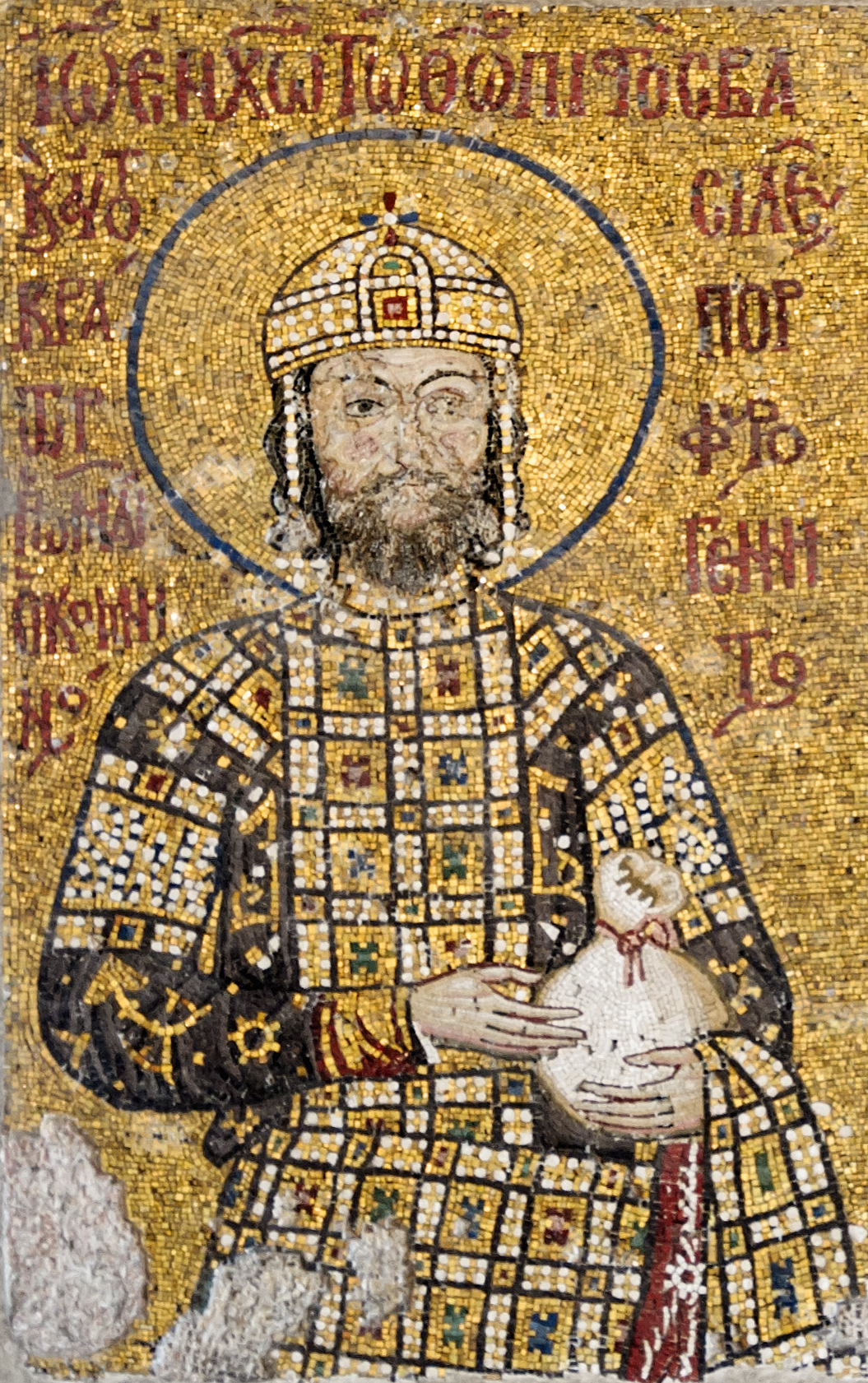
أشتهر الإمبراطور يوحنا الثاني كومينون بقيادته الحازمه, وتحت قيادته استردت جيوش بيزنطة الكثير من المعاقل الهامة من الأتراك

أتسم الإمبراطور البيزنطي يوحنا الثاني كومينوس بقدرات عسكرية فذة، ظهرت جليا في قيادته الحازمة ونجاحه في الاستيلاء علي العديد من المدن والحصون من الأتراك السلاجقة.
في بداية عهد الأسرة الكومينية سنة 1081, كانت رقعة الدولة البيزنطية قد انكمشت بسبب غزوات السلاجقة الأتراك من ناحية، وبسبب غزو النورمان لجنوب إيطاليا. وقد أزداد الوضع سوءا باشتعال الحرب الأهلية داخل الإمبراطورية. ولكن بفضل مهارة وتخطيط آباطرة عظام من أمثال ألكسيوس الأول كومينوس، يوحنا الثاني كومينوس ومانويل الأول كومينوس استعادت الإمبراطورية بعض من عفيتها وذلك بتأسيسهم جيش جديد وقد عرف ذلك الجيش باسم الجيش الكوميني.
وقد تكون الجيش الجديد من قوات محترفة ومنضبطة. وأحتوي الجيش علي وحدات هائلة من قوات الحرس عرفت باسم الحرس الفرانجي وقوات الخالدين. وهي قوة من الفرسان الثقال التدريع مقرها القسطنطينية.
وكان يتم أيضا تجنيدهم من الأقاليم، وكان يتم تجنيد الفرسان الثقال المعروفين باسم (الكاتافراكتوي) من مقدونيا، ثيسالي, تراقيا, ومن قوات أقاليم الدولة الأخرى مثل مناطق ساحل الأناضول المطل علي البحر الميت.
وفي عهد الإمبراطور يوحنا الثاني تم الإبقاء علي التقسيمات المقدونية، وتم تجنيد قوات محلية جديدة من أقاليم الدولة المختلفة.
وقد مكن الازدهار الاقتصادي الذي تمتع به الإناضول في عهد يوحنا الثاني من تجنيد مزيدا من الجند من أقاليم الدولة الآسيوية (نيوكاسترا، بافلاجونيا, وحتي ولاية سلوقية في الجنوب الشرقي). وكان يتم تجنيد القوات من الشعوب المنهزمة، مثل البشناج (خدموا في الجيش البيزنطي كوحدة من الفرسان حملة الأسهم، بالإضافة إلي الصرب الذين تم اسكانهم مدينة نيقوميديا.
أما القوات البيزنطية الوطنية فقد تشكلت من وحدات نظامية وكانت تقيم في ولايات الإمبراطورية في آسيا وأوروبا للدفاع عنها. وكان يتم دعم الجيش الكوميني بقوات عسكرية حليفة من صربيا, وإمارة أنطاكية الصليبية والمجر، وقد شكلت القوات الوطنية ثلثي عدد الجيش، بينما شكل الجنود الأجانب –غير البيزنطيين- الثلث.
وكانت وحدات المشاة، والمشاة, والخيالة يتجمعون معا ليشكلوا وحدة موحدة تدعم بعضها بعضا.
وقد أتسم الجيش البيزنطي في عهد الأسرة الكومينية بالكفاءة العالية، والتدريب الجيد، والعتاد القوي، الأمر الذي مكنه من خوض حملات عسكرية في مصر,المجر, إيطاليا وفلسطين.
وكانت نقطة ضعف الجيش البارزة هي اعتماده علي قائد قوي وكفوء لتوجيه وإدارة العمليات العسكرية. ففي الفترة ما بين 1081-1180 م توالي علي حكم الإمبراطورية آباطرة أقوياء. وقد ساعد الجيش علي تأمين الإمبراطورية وبالتالي ازدهار الحضارة البيزنطية. ولكن بمجرد اختفاء الآباطرة الأقوياء من مسرح الأحداث سنة 1180, ضعف تأثير شخصية الإمبراطور علي الجيش، وكان لهذا الأمر نتائج كارثية فيما بعد.

## الجيش البيزنطي في عهد الأسرة الإنجيلية

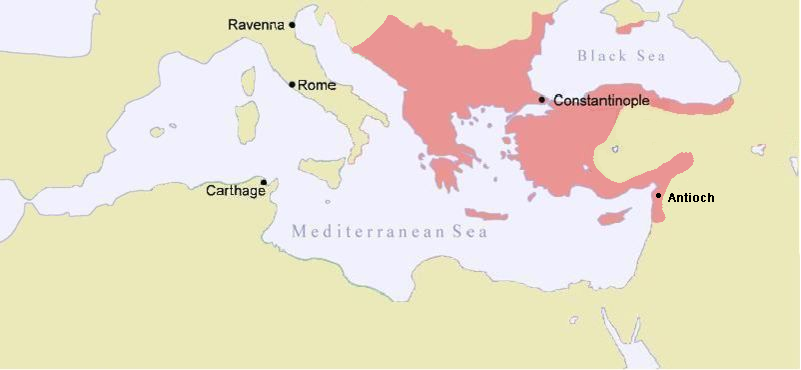
خريطة الدولة البيزنطية فغي عهد مانويل كومينوس, سنة 1180 م

في سنة 1185 قتل الإمبراطور أندرونيكوس الأول كومينوس أخر آباطرة سلالة آل كومينوس. وبوفاته أنقطع حكم السلالة الكومينية التي أمدت الدولة بعدد من الآباطرة المحاربين. وحل محلهم الأسرة الإنجيلية، الذين تردد عنهم بأنهم أفشل سلالة حكمت الدولة علي الإطلاق.
.
وكان الجيش البيزنطي وقتها يتسم بالمركزية الشديدة، ففي وقت الحرب يقوم الإمبراطور بجمع قواته معا وقودها بنفسه لمحاربة جيش الأعداء أو لحصار الحصون. وتتضح المركزية الشديدة في سيطرة الإمبراطور علي قادة الجيش وجعلم قريبين منه، بشكل جعل كل القادة ينتظرون الأوامر من القسطنطينية.
ومع ذلك فإن تراخي وحماقة الآباطرة الأنجليين أدت إلي سقوط قوة بيزنطة العسكرية في البر والبحر، خصوصا أنهم أحاطوا أنفسهم بحشد كبير من الحظايا والعبيد والمتملقين، وقد أعطوا بعض الأشخاص التافهين غير الأكفاء مناصب إدارية كبري. كما أتسمت سياستهم المالية بالإسراف والتبذير الشديد، فقاموا بإنفاق أموال هائلة في شكل هدايا بأهظة إلي الكنائس الكبري، وبددوا خزينة الدولة حتي أصبح وضع الدولة الاقتصادي علي وشك الانهيار.
لم يضيع أعداء الدولة فرصة في استغلال الوضع الجديد القائم بالإمبراطورية. ففي الشرق غزا الأتراك شرق الإمبراطورية، مضعفين من سيطرة الدولة علي آسيا الصغري.
وفي نفس الوقت فك الصرب والمجريون ارتباطهم بالإمبراطورية، بينما في بلغاريا أندلعت الثورات ضد الحكم البيزنطي بسبب الضرائب الباهظة التي فرضها الأنجيليون قسرا علي السكان المحليين. وقد نجح الثوار في نهاية الامر في تأسيس الإمبرطورية البلغارية الثانية بعد طرد الحكم البيزنطي من بلغاريا. وفي الوقت الذي كان يستولي فيه كوليان علي العديد من المدن الهامة في البلقان، كان الإنجيليون يبددون خزينة الدولة في تشييد القصور والحدائق وحاولوا أن يحلوا الأزمة عن طريق السبل الدبلوماسية.
وقد أدي ضعف السلطة السياسية الحاكمة، إلي حدوث فراغ كبير نما بشدة بسبب ضعف السلطة المركزية بالدولة والذي أدي إلي تجزئة الإمبراطورية، خصوصا أن كل إقليم بدأ يبحث عن رجال أقوياء للذوذ عنه ضد الأخطار ووجدوا في القادة المحليين بديلا عن الحكومة البيزنطية الضعيفة. وقد قلل هذا من موارد الدولة التي إنخفضت بشدة الأمر الذي أنعكس سلبا علي الجيش، كما أن مناطق كثيرة في الدولة أعلنت استقلالها.

## أسباب انهيار الجيش البيزنطي

### الضعف الهيكلي للجيش
أدت الفوضي التي المت بالإمبراطورية في عهد الأسرة الإنجيلية إلي تفكك وانهيار نظام الثيمات العسكري، والذي يعد العامل الرئيسي في انتصارات بيزنطة العسكرية ما بين القرنين الثامن-الحادي عشر للميلاد.
من أهم مميزات نظام الثيمات العسكري هي أنه أمد الإمبراطورية بالتفوق العددي، حيث يعتقد أن الجيش البيزنطي الميداني قد بلغ عدده في عهد حكم الإمبراطور مانويل كومينوس قرابة 40,000 مقاتل.
وهناك أدلة تاريخية تثبت أن جيوش الثيمات المبكرة أمدت الإمبراطورية بتفوق عددي كبير في القوات. فعلى سبيل المثال أمدت ثيمة تراقيا وحدها جيش الإمبراطورية ب 9,600 مقاتل في الفترة ما بين 902-936 م.
كما أن تمركز جيوش الثيمات في الولايات المختلفة وتمتعها باستقلال كبير عن القيادة المركزية، أعطاها القدرة علي التعامل مع الأخطار بطريقة محلية محضة، كما مكن التفوق العددي لجيوش الثميات القدرة أكثر علي الدفاع من العمق.
ومن أهم مميزات جيوش الثيمات أيضا هي أنها مكنت الإمبراطورية من حشد عدد كبير من الجنود بأقل قدر من النفقات. وقد أدي إلغاء هذا النظام إلي ارتفاع ميزانية الانفاق علي الجيش بشكل ضخم وبالتالي أثر علي دخل الدولة وبالتالي أدي إلي تقليل الآباطرة لعدد الجيش.
تمتع الجيش البيزنطي في عهد أسرة آل كومينون بعناية كبيرة نظرا لسياسة الآباطرة الخارجية الفذة ونشاطهم الكبير في حماية الدولة من الأخطار الخارجية، وشنهم العديد من الحملات العسكرية الناجحة، وكان سر التفوق العسكري لبيزنطة في عهد الأسرة الكومينية راجعا إلي قيادة آباطرة الأسرة للجيش، واختيار القادة البارعين.
أدي وصول الأسرة الإنجيلية إلي السلطة سنة 1185 م إلي إضمحلال الجيش البيزنطي، فلم يعد الجيش محل عناية الآباطرة كما كان الحال في عهد سلالة آل كومينون، فواجه الأباطرة صعوبات كثيرة في حشد القوات وفي دفع مرتباتها، وقد ظهر جليا ضعف منظمة الجيش البيزنطي بأكمله عند تولي الأسرة الإنجيلية الحكم، حيث أن سر تفوق الجيش البيزنطي هو اعتماده علي الأوامر العسكرية المباشرة من الإمبرطور والتي كانت حكيمة إلي حد بعيد في عهد أسر آل كومينون، لكن افتقاد آباطرة الأسرة الإنجيلية للحنكة العسكرية بل وعدم الكفاءة العسكرية كان له مردود سلبي علي الأوامر التي يتلقاها الجيش من الإمبراطور مباشرة.
وقد ظهر هذا الضعف الهيكلي في الجيش جليا في 13 أبريل سنة 1204 م عندما استولت جيوش الحملة الصليبية الرابعة علي القسطنطينية وتمزيقها لأملاك الدولة البيزنطية، وأصبحت الإمبراطورية علي حافة الفناء.

## الجيش البيزنطي في عهد أسرة آل باليولوج
بعد سقوط القسطنطينية سنة 1204 م، أسس البيزنطيون دولة جديدة في المنفي تعرف باسم إمبراطورية نيقية البيزنطية.
وقد حافظ آباطرة تلك الدولة علي بعض المظاهر العسكرية التي كانت موجودة في عهد أسرة آل كومينون، وخاضوا حروب كثيرة ضد الإمبراطورية اللاتينية في القسطنطينية انتهت تلك الحرب لصالح إمبراطورية نيقية وتكللت بدخول الإمبراطور ميخائيل الثامن باليولوج القسطنطينية سنة 1261 م.
علي الرغم من استعادة البيزنطيون للقسطنطينية إلا أن ضعف الدولة وكثرة الحروب التي خاضتها كان العامل الأبرز في إنهاك الإمبراطورية، فلم تقم لبيزنطة قائمة بعدها خصوصا بعد ضياع الكثير من الأقاليم الغنية بالموارد والثروات ومصادر إمدادها بالمجندين.
وبعد وفاة الإمبراطور ميخائيل الثامن سنة 1282 م، خدم عدد كبير من المرتزق في الجيش البيزنطي ومنهم جماعة القطلان.
وأثناء الحصار العثماني للقسطنطينية سنة 1453, كانت القوة البيزنطية المدافعة عن المدينة تبلغ 70,000 مقاتل.

## عدد الجيش
من الصعب تحديد عدد الجيش البيزنطي علي نحو دقيق، نظرا لأن هذا الموضوع محل اختلاف بين الباحثين، ويضم الجدول التالي تقديرات لحجم الجيش البيزنطي علي مدار تاريخه الطويل.

 1321 || 3,000

| السنة | العدد                          |
| ----- | ------------------------------ |
| 300   | 500,000                        |
| 457   | 550,000                        |
| 518   | 400,000                        |
| 540   | 341,000                        |
| 565   | 430,000 (القوات الميدانية فقط) |
| 641   | 500,000                        |
| 668   | 400,000                        |
| 773   | 300,000                        |
| 809   | 250,000                        |
| 840   | 300,000                        |
| 959   | 344,000                        |
| 963   | 350,000                        |
| 1025  | 250,000                        |
| 1092  | 470,000                        |
| 1118  | 200,000 (القوات الميدانية فقط) |
| 1143  | 300,000 (القوات الميدانية فقط) |
| 1180  | 20,000                         |
| 1282  | 4000                           |
| 1453  | 15,00                          |

## تقسيم القوات البيزنطية

### الكاتافراكت
الكاتافراكت هي كلمة يونانية ترجمتها الحرفية تعني التدريع الكامل, استخدمها الإغريق واللاتين لوصف فرق الخيالة الثقيلة, تاريخيا الكاتافراكت هو فارس مدرع تدريعا كاملا حيث تغطي الدروع جسمه بالكامل كما تغطي حصانه أيضا

### الفرسان
سلاح الفرسان البيزنطية كان تمركزه في سهول الأناضول وشمال سوريا، والتي ابتداء من القرن السابع الميلادي كانت ساحة المعركة الرئيسية في النضال ضد قوى الإسلام. كانوا مدججين بالسلاح واستخدموا الرماح الطويلة والسيوف والدبابيس (المقارع) وكذلك الأقواس المركبة القوية التي كان فعالة في حروبهم ضد قوا أخف تدريعا مثل العرب والأتراك في الشرق، والمجريين والبشنغس في الغرب

### المشاة
نشأت التقاليد العسكرية الإمبراطورية البيزنطية في الفترة الرومانية المتأخرة.
ضمت جيوش الدولة البيزنطية في صفوفها فرق مشاة محترفة, وقد تفاوتت أهمية تلك القوات نسبيا علي مدار التاريخ العسكري للدولة البيزنطية.
ففي عهد الإمبراطور باسيل الثاني شكلت قوات المشاة الثقيلة عنصرا هاما من عناصر الجيش, وكانت تلك القوات تزود بدروع من الزرد وتسلح بالسيوف والرماح, وكانت تعد من أفضل قوات المشاة في العالم في ذلك الوقت